# Житничка східна
Житничка східна, мортук східний (Eremopyrum orientale) — вид трав'янистих рослин з родини злакові (Poaceae), поширений у пн.-зх. Африці, пд.-сх. Європі, в Азії.

## Опис
Однорічна рослина 7–30 см заввишки. Колосся волосисті, з сильно ламкою віссю, 1.5–3 см завдовжки. Нижня квіткова луска 9–11 мм довжиною, поступово загострена в шорсткувату остюк 4–5 мм завдовжки. Листові пластинки зелені, плоскі, 2–5 × 0.2–0.4 см, обидві поверхні запушені, верхня поверхня також коротко волосиста уздовж жилок.

## Поширення
Поширений у пн.-зх. Африці, пд.-сх. Європі, в Азії до Внутрішньої Монголії.
В Україні вид зростає у типчаково-ковилових, запустелених і піщаних степах, переважно на легких супіщаних і щебенистих ґрунтах, узліссях і в посадках молодих полезахисних смуг, на вигонах — у півд. ч. Степу і сх. ч. гірського Криму, досить часто; в Донецькому Лісостепу, зрідка; як занесений в ок. Харкова та Тульчинському р-ні Вінницької обл. (с. Михайлівка).

## Використання
Кормова рослина.